# C/1783 X1
C/1783 X1, Wielka Kometa roku 1783 – kometa jednopojawieniowa, nie powróci już najprawdopodobniej w okolice Słońca. Widoczna była gołym okiem.

## Odkrycie i orbita komety
Kometę C/1783 X1 odkrył 15 grudnia 1783 roku de la Nux. Osiągnęła ona swe peryhelium 21 stycznia 1784 roku i znalazła się w odległości 0,7 au od Słońca. Poruszała się po parabolicznej orbicie o nachyleniu 128,8° względem ekliptyki.